# Los héroes de la Legión
Los Héroes de la Legión es una película muda española de 1927 sobre la Legión española en la guerra del Rif dirigida por Rafael López Rienda y fotografía de Carlos Pahissa. Fue filmada en locaciones del Marruecos español.

## Guion
Guion de Rafael López Rienda basado en el libro Juan León, Legionario.

## Reparto
- Manuel Chávarri
- Pablo Rossi
- Carmen Sánchez
- Ricardo Vargas
- Ricardo Vayos